# 叶楚伧故居 (姑苏区)
叶楚伧故居，位于江苏省苏州市姑苏区皇废基13号。建于民国，为苏州市文物保护单位。

## 历史
叶楚伧（1887年 - 1946年），吴县周庄人，中国政治家、作家。叶楚伧早年投身革命，反抗清朝，后结识孙中山而加入同盟会，并参与南社，与柳亚子、陈去病等共同为核心成员。中华民国成立后，一度参军北伐，之后回到上海，主编出版多份报纸。历任国民党中执委常委、国民党秘书长、江苏省政府主席、立法院副院长等职。1946年病逝于上海。叶楚伧精于著作，诗歌、小说、散文等广为传世。
叶楚伧故居建于民国时期，为二层青砖别墅，歇山顶，总占地586平方米。建筑四周筑有围墙，宅前有小院，植有花木。别墅一层南侧有走廊，竖有4根罗马柱，大厅铺设进口花纹地砖，二层卧室铺设进口地板。宅院西南另有二层附楼一座，与别墅有空中走廊相连。院内挖设有水井、建有水塔，可自行供水。1937年宅院出售于范良坡，1947年又转手给《文汇报》创始人严宝礼。